# Коровия
Коро̀вия (на гръцки: Κορόβεια; на турски: Kuruova) е село в Кипър, окръг Фамагуста. Според статистическата служба на Северен Кипър през 2011 г. селото има 132 жители.
Де факто е под контрола на непризнатата Севернокипърска турска република.